# Elena Assenina
Elena Assenina (bulgarisch Елена Асенина, wissenschaftliche Transliteration Elena Asenina) war eine bulgarische Prinzessin und als Frau von Theodor II. Laskaris Kaiserin von Nikäa.

## Leben
Elena war die Tochter des bulgarischen Kaisers Iwan Assen II. und seiner Frau Anna, die ursprünglich Mária von Ungarn hieß. Damit war sie die Schwester von Kaiser Kaliman I. Assen und Prinzessin Tamara von Bulgarien. Ihre Großeltern mütterlicherseits waren König Andreas II. von Ungarn und Gertrud von Andechs-Meranien, ihre Großeltern väterlicherseits Kaiser Iwan Assen I. von Bulgarien und Kaiserin Elena Ewgenia.
Zunächst war Elena Assenina mit Balduin II. von Courtenay, dem letzten Kaiser des Lateinischen Kaiserreichs, verlobt. Dann aber heiratete sie Theodor II. aus der Familie der Laskariden, der von 1254 bis 1259 Kaiser von Nikäa war.
Elena und Theodor hatten drei Kinder: Johannes IV. Laskaris, der von 1258 bis 1261 als Kaiser amtierte, Irene Doukaina Laskarina, die später Konstantin Tich Assen heiratete, und Maria Doukaina Laskarina, die mit Nikephoros I. Komnenos Dukas Angelos, dem Despoten von Epirus, verheiratet wurde.
Theodor starb 1259, woraufhin sein Sohn Johannes Laskaris Kaiser von Nikäa wurde. Da Johannes zu diesem Zeitpunkt jedoch lediglich sieben Jahre alt war, wurde eine Regentschaft eingerichtet.